# Claude Dartois
Claude Dartois est un chauffeur de maître et une personnalité de la télévision française connue notamment pour ses participations à Koh-Lanta sur TF1, Fort Boyard et Danse avec les stars.

## Biographie
Claude Dartois est le fils d'un boucher et d'une mère au foyer. Agé de seulement 9 ans, Claude perd sa mère, atteinte d'un cancer de l'utérus, et se retrouve seul avec son père, dont le travail requiert beaucoup de temps[source secondaire souhaitée], tandis que sa grande sœur part vivre avec sa tante[source secondaire souhaitée]. Travaillant d'abord dans l'hôtellerie et la restauration, il devient ensuite chauffeur de maître.

### Carrière à la télévision

#### Koh Lanta 2010 et retour en 2012
Passionné de sport et adepte du dépassement de soi, il décide de poser sa candidature pour participer à l'émission Koh-Lanta, sous l'impulsion de sa sœur notamment[source secondaire souhaitée]. Il est sélectionné et s'envole pour le Vietnam en avril 2010.
Deux ans plus tard, il est de retour dans l'émission pour une édition all-star regroupant d'anciens participants du jeu. Celle-ci a lieu sur les îles Koh Rong, au Cambodge.

#### Finaliste malheureux en 2020 et victoire non-comptée en 2021
Après une absence de 8 ans, Claude Dartois fait son retour dans Koh Lanta en 2020 en participant à l'Île des Héros, une édition regroupant anciens et nouveaux candidats. Il intègre l'équipe rouge mais est rapidement confronté aux velléités d'Ahmad, dont l'idée est d'éliminer tous les héros du jeu. Il assiste également à l'élimination rapide de son ami Teheiura. Choisi comme ambassadeur, Claude remporte 4 épreuves, toutes étant des immunités. Il se hisse à l'épreuve d'orientation qu'il remporte en 3h48. Il chute en deuxième à l'épreuve des poteaux et n'est pas choisi par Naoil qui remporte le jeu en finale contre Inès.
Il est annoncé comme participant à La Légende, saison all-star réunissant le gratin des aventuriers ayant participé au jeu pour fêter les 20 ans de Koh-Lanta. Il y retrouve Sam et Teheiura, candidats lors de l'Île des Héros. Il atteint la finale face à Laurent Maistret et obtient le plus grand nombre de voix. Sa victoire n'est toutefois pas homologuée, la saison ayant été entaché de triche, comme l'avait avoué Teheiura Teahui,.

#### Autres émissions
Claude Dartois participe par ailleurs à d'autres émissions télévisées françaises comme Fort Boyard ou Ninja Warrior, dont il atteint la finale[source secondaire souhaitée]. Il participe également à la saison 14 de Danse avec les stars avec la danseuse Katrina Patchett comme partenaire.

## Participations à des émissions de télévision
- 2010 : Koh-Lanta : Viêtnam sur TF1 : finaliste
- 2012 : Koh-Lanta : La Revanche des héros sur TF1 : finaliste
- 2019 : Ninja Warrior : Le parcours des heros (saison 4) sur TF1 : finaliste
- 2020 : Koh-Lanta : L'Île des héros : troisième place
- 2020, 2023, 2025 : Fort Boyard sur France 2 : candidat
- 2020 : Boyard Land sur France 2 : candidat
- 2021 : Koh-Lanta : La Légende sur TF1 : finaliste
- 2023 : Les Traîtres sur M6 : candidat
- 2024 : Mauvais Joueurs sur Netflix : présentateur
- 2025 : Danse avec les stars (saison 14) sur TF1 : candidat, avec Katrina Patchett comme partenaire.
- 2025 : Le Grand Concours sur TF1 : candidat

## Vie privée
Claude Dartois est en couple depuis 2011 avec Virginie. Ils ont deux enfants nés en 2015 et en 2020.